# Érika Cristina de Souza
Érika Cristina de Souza (Rio de Janeiro, 9 marzo 1982) è una cestista brasiliana, professionista nella WNBA.

## Carriera
Con il Brasile ha disputato tre edizioni dei Giochi olimpici (Atene 2004, Londra 2012, Rio de Janeiro 2016), quattro dei Campionati mondiali (2002, 2006, 2010, 2014) e sette dei Campionati americani (2001, 2003, 2005, 2011, 2019, 2021, 2023).

## Palmarès
- Campionessa WNBA (2002)
- WNBA All-Defensive Second Team (2013)